# Natur & Kulturs debattbokspris
Natur & Kulturs debattbokspris, tidigare kallat Johan Hansson-priset, är ett litterärt pris instiftat 2008 av stiftelsen Natur & Kultur. Priset tilldelas årligen en skribent som i debatt- eller reportagebokens form bidragit till diskussion av samtidens viktiga frågor. 
Tidigare har priset delats ut under Bok- & Biblioteksmässan i Göteborg, men från och med 2014 delas priset ut under Almedalsveckan i Visby. Från och med 2014 är prissumman på 250 000 kronor, vilket gör priset till ett av Sveriges största litterära priser. Johan Hansson var, tillsammans med makan Jenny, bokförlagets grundare.
Från och 2017 bytte priset namn från Johan Hansson-priset till Natur & Kulturs debattbokspris. Priset delas ut under Almedalsveckan. I samband med utdelningen äger en debatt om bokens innehåll rum.
Pristagaren utses av en jury som läser igenom nyutgiven svensk sakprosa. Juryn består 2022 av:
- Kjell Blückert, vd för Ragnar Söderbergs stiftelse
- Katarina Barrling, docent i statskunskap
- Magnus Linton, journalist och författare
- Lena ten Hoopen, journalist och författare
- Jesper Olsson, professor i språk och kultur

Dessutom deltar föregående års mottagare av Natur & Kulturs debattbokspris.

## Prismottagare
- 2008 – Kristina Mattsson för hennes bok De papperslösa – och de aningslösa[4]
- 2009 – Martin Gelin för hans bok Det amerikanska löftet. Barack Obamas väg till Vita Huset och Andreas Malm för boken Hatet mot muslimer. De mottog vardera 100 000 kronor.[4]
- 2010 – Dilsa Demirbag-Sten för hennes bok Fosterland[5]
- 2011 – Kristina Kappelin för hennes bok Berlusconi – Italienaren och Henrik Berggren för hans bok Underbara dagar framför oss[4]
- 2012 – Ingmar Karlsson för hans bok Bruden är vacker men har redan en man. Sionismen – en ideologi vid vägs ände?[4]
- 2013 – Maciej Zaremba för hans bok Patientens pris – ett reportage om den svenska sjukvården och marknaden[4]
- 2014 – Dan Josefsson för hans bok Mannen som slutade ljuga[4]
- 2015 – Roland Paulsen för hans bok Vi bara lyder – en berättelse om Arbetsförmedlingen[4]
- 2016 – Maggie Strömberg för hennes bok Vi blev som dom andra – Miljöpartiets väg till makten[6]
- 2017 – Moa Kärnstrand och Tobias Andersson Åkerblom för boken Modeslavar – Den globala jakten på billigare kläder[7]
- 2018 – Åsa Erlandsson för boken Det som aldrig fick ske: Skolattentatet i Trollhättan[8]
- 2019 – Lars Berge för boken Vargattacken[9]
- 2020 – Anna Gustafsson och Lisa Röstlund för Konsulterna – kampen om Karolinska[4]
- 2021 – Jonathan Jeppsson för Åtta steg mot avgrunden – vårt framtida liv på planeten[4]
- 2022 – Diamant Salihu för Tills alla dör[10]
- 2023 – Hans-Gunnar Axberger för Statsministermordet
- 2024 – Lisa dos Santos för Älskade bror – en rapport från gängvåldets Sverige

### Fotnoter
1. ↑  Natur & Kultur - Om Johan Hansson-priset Arkiverad 21 maj 2014 hämtat från the Wayback Machine.
2. ↑  Natur & Kultur - Tidigare års pristagare Arkiverad 21 maj 2014 hämtat från the Wayback Machine.
3. ↑  ”Debattbokspris”. www.nok.se. https://www.nok.se/priser-stipendier-stod/priser/debattbokspris/. Läst 4 januari 2020.
4. 1 2 3 4 5 6 7 8 9  ”Tidigare debattbokspristagare”. www.nok.se. https://www.nok.se/priser-stipendier-stod/priser/debattbokspris/debattbokspris2019/. Läst 3 april 2023.
5. ↑  SvD – Demirbag-Sten får bokpris
6. ↑  ”Maggie Strömberg får Johan Hansson-priset. Läst 2016-05-23”. Arkiverad från originalet den 20 maj 2016. https://web.archive.org/web/20160520195009/http://www.nok.se/Om-oss/Nyheter/Maggie-Stromberg-far-2016-ars-Johan-Hansson-pris-/. Läst 23 maj 2016.
7. ↑  ”Natur & Kulturs debattbokspris går till uppfordrande bok om modeindustrin”. Mynewsdesk. http://www.mynewsdesk.com/se/natur-kultur/pressreleases/natur-och-kulturs-debattbokspris-gaar-till-uppfordrande-bok-om-modeindustrin-2005065. Läst 4 januari 2020.
8. ↑  ”Debattbokspriset 2018”. www.nok.se. https://www.nok.se/om-natur-kultur/nyheter/debattbokspris-2018/. Läst 4 januari 2020.
9. ↑  ”Natur & Kulturs debattbokspris går till Lars Berges Vargattacken”. www.nok.se. Arkiverad från originalet den 11 mars 2020. https://web.archive.org/web/20200311081514/https://www.nok.se/press/pressreleaser/natur--kulturs-debattbokspris-gar-till-lars-berges-vargattacken/. Läst 4 januari 2020.
10. ↑  ”Debattbokspris”. www.nok.se. https://www.nok.se/priser-stipendier-stod/priser/debattbokspris/. Läst 3 april 2023.